# Villanueva de los Caballeros (kommunhuvudort)
Villanueva de los Caballeros är en kommunhuvudort i Spanien.   Den ligger i provinsen Provincia de Valladolid och regionen Kastilien och Leon, i den centrala delen av landet, 200 km nordväst om huvudstaden Madrid. Villanueva de los Caballeros ligger 712 meter över havet och antalet invånare är 244.
Terrängen runt Villanueva de los Caballeros är platt.Runt Villanueva de los Caballeros är det mycket glesbefolkat, med 5 invånare per kvadratkilometer. Närmaste större samhälle är Villabrágima, 13,0 km nordost om Villanueva de los Caballeros. Trakten runt Villanueva de los Caballeros består till största delen av jordbruksmark.